# 마쓰카타 마사요시

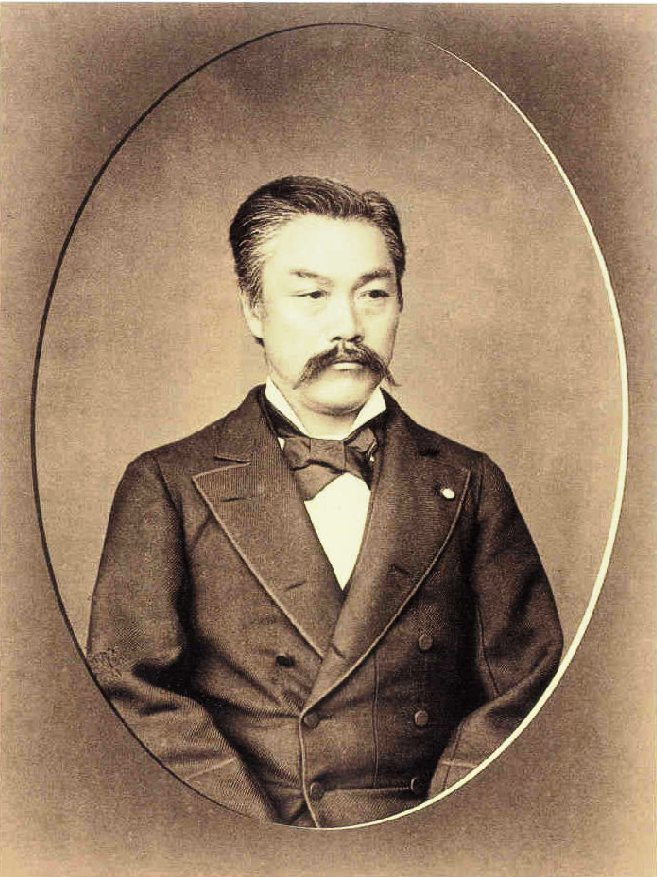
젊을적의 마쓰카타 마사요시

마쓰카타 마사요시(일본어: 松方正義, 1835년 음력 2월 25일 ~ 1924년 7월 2일)는 사쓰마 번사 출신 일본 제국의 정치인이다. 그는 근대 일본을 대표하는 재정가이며, 1880년에 내무경, 1881년에 대장경을 역임하였다. 1882년에 일본 은행을 설립하였고, 이후 제4·6대 내각총리대신과 대장 대신, 내대신 등을 역임하였다.

## 초기 경력
현재 가고시마현인 사쓰마 번에서 태어났다. 13세에 양친을 모두 잃고, 1847년 번교(번의 교육기관)인 조시칸(造士館)에 입학하였다. 1850년부터 번의 관리로서 일하기 시작했다. 처음에는 낮은 직위였으나, 성실한 태도로 근무하여 계속 승진하여 29세에는 번의 정무를 입안하는 위치까지 올랐다.
1866년에는 번의 군무국 해군방(海軍方)에서 일했다. 이후에도 번의 군사역을 맡아 서양으로부터 해군 함선을 구입하는 일을 하기도 했다.

## 메이지유신 이후
메이지 유신 이후, 나가사키 재판소의 참의를 거쳐 히다 현 지사에 임명되었다. 여기서 위조지폐 유통을 적발하여 중앙정부의 오쿠보 도시미치의 신임을 얻었다. 그리하여 오쿠보의 추천으로 중앙정부의 고위직으로 전직되었다.
이후 대장성에 들어갔고, 내무경 오쿠보 하에서 토지세 개혁을 책임졌다. 그러나 이때 상관인 대장경 오쿠마 시게노부와 통화관리 정책에 관해 대립하였다. 마쓰카타는 오쿠마가 추진하였던 외채를 통한 정부지폐의 정리를 반대했다. 그리하여 이토 히로부미의 배려에 의해 내무경으로 전출되었다. 이후 오쿠마가 실각하자, 참의 겸 대장경으로 임명되어 대장성에 복귀하였다.
마쓰다카는 재정가로서 메이지 정부의 통화관리와 세제(稅制) 체계 수립에 크게 기여했다. 또한 정부의 재정수지를 크게 개선하고 인플레이션을 억제하였다. 그러나 그의 정책은 디플레이션을 초래하기도 했고, 이는 "마쓰카타 디플레"(松方デフレ)라고 불리며 국민들에게 반감을 사기도 하였다.

## 총리대신
1891년 야마가타 아리토모 내각이 붕괴한 후, 후임 총리에 취임하였다. 그러나 내각에서 불협화음이 일어서 1년 만에 사임하였다. 이후 이토 히로부미 내각이 수립되었다가 1896년 다시 마쓰카타가 수상에 취임하였다. 특히 현안으로 있던 금본위제로의 복귀를 달성하였으나, 오쿠마가 이끌던 진보당과 연정이 여의치 않아서 1년 만에 다시 사임하였다.

## 만년
1902년 일본 적십자사 사장(총재)에 취임하였다. 1903년 추밀원 고문관에 임명되었고, 1917년 천황의 자문역인 내대신에 임명되었다.
또한 이토나 이노우에 가오루가 러일 전쟁의 개전에 반대했지만, 마쓰카타는 적극적 개전론을 주장하기도 하였다.
정부에 큰 영향력을 행사하던 이토와 야마가타 아리토모의 사후, 마쓰카타는 겐로(원로) 그룹의 수장으로, 가토 도모사부로 내각의 성립에 깊숙히 간여하였다.
1924년 사망하였고, 장례는 국장으로 치러졌다.

## 평가
마쓰카타는 메이지 유신 초기를 주름잡던 사쓰마 파벌의 대표적인 인물이었지만, 재정면 이외의 정치적 수완은 결핍되어 있었다. 그리하여 수상에 두 번이나 임명되었으나, 내각은 단명에 그치고 말았다.

## 자녀·친족
- 아내 마사코 (満佐子, 사쓰마 번사 가와카미 스케하치로川上助八郎의 장녀) - 4남 1녀의 자녀를 낳고 아이들을 함께 길렀다.
  - 장남 이와오 (巌, 공작, 기업인, 은행가) - 주고은행의 대표자, 아내 야스코는 의학자 나가요 센사이의 딸, 나가요 쇼키치의 여동생
  - 차남 쇼사쿠 (正作, 외교관) - 아내는 미쓰비시 재벌 창시자 이와사키 야타로의 동생, 2차 총수 이와사키 야노스케(前 일본은행 총재)의 딸
  - 3남 고지로 (幸次郎, 기업인, 정치인) - 가와사키 조선소 사장, 중의원의원 - 아내는 자작 구키 다카요시(九鬼隆義, 옛 산다 번 제13대 번주)의 딸 요시코(好子)
  - 4남 마사오 (正雄, 오사카 타이거스 초대 회장·구단주, 일본직업야구연맹 초대 부총재, 1986년 야구전당 입성)
  - 장녀 지요코 (千代子)
  - 5남 고로 (正雄, 기업인) - 도쿄가스전기공업 회장
  - 차녀 이쿠히메 (幾姫)
  - 3녀 히로코 (廣子)
  - 6남 도라오 (虎雄)
  - 7남 긴유 (金熊)
  - 4녀 쓰루코 (津留子)
  - 8남 오토히코 (乙彦) - 아내는 야마모토 곤베에 前 수상의 딸, 프로 피겨 스케이터 야기누마 준코(八木沼純子)는 자손 중의 하나(오토히코의 증손)이다.
  - 5녀 미쓰코 (光子)
    - 외손자 마쓰모토 시게하루(松本重治)

  - 9남 마사요시 (正熊) - 아내는 아라이 료이치로의 딸 미요, 마사요시의 딸 하루는 에드윈 라이샤워에게 맡김
  - 10남 기스케 (義輔)
  - 11남 긴지로 (金次郎)
  - 12남 주이치로 (十一郎)
  - 13남 도라요시 (虎吉) - 마쓰모토 주타로의 양자
  - 6녀 우메코 (梅子)
  - 14남 요시유키 (義行) - 모리무라 이치자에몬의 양자
  - 15남 사부로 (三郎, 등산가, 기업인) - 교도통신사 전무이사, 마쓰카타 가문 3대 당주
  - 7녀 아야코 (文子)

## 같이 보기
- 한신 타이거스 - 당시 오사카 타이거스 명칭 시기에는 사남 마사오(正雄)가 초대 구단주로 나섰다고 알려졌다.
- 제1차 마쓰카타 내각
- 제2차 마쓰카타 내각